# Pintag

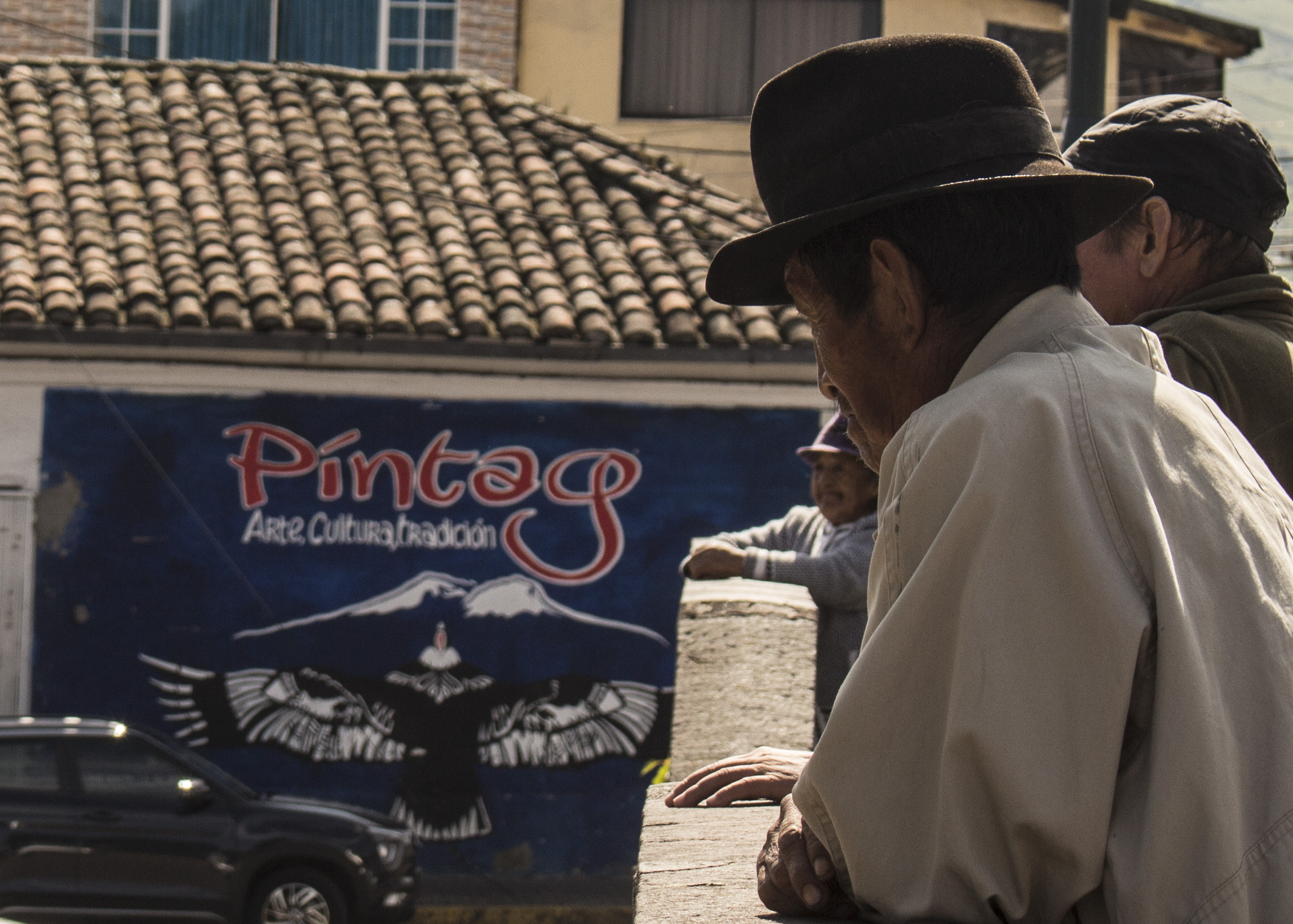
Parque principal de Pintag - Ecuador

Pintag es una población rural, que según la división política ecuatoriana recibe la categoría de parroquia. Pintag pertenece al cantón Quito de la provincia de Pichincha, está ubicada a 27.5 kilómetros al sureste de la capital del Ecuador a una altitud de 9284 pies sobre el nivel del mar. 
Para el año 2024, Pintag calcula su población en 17.930 habitantes

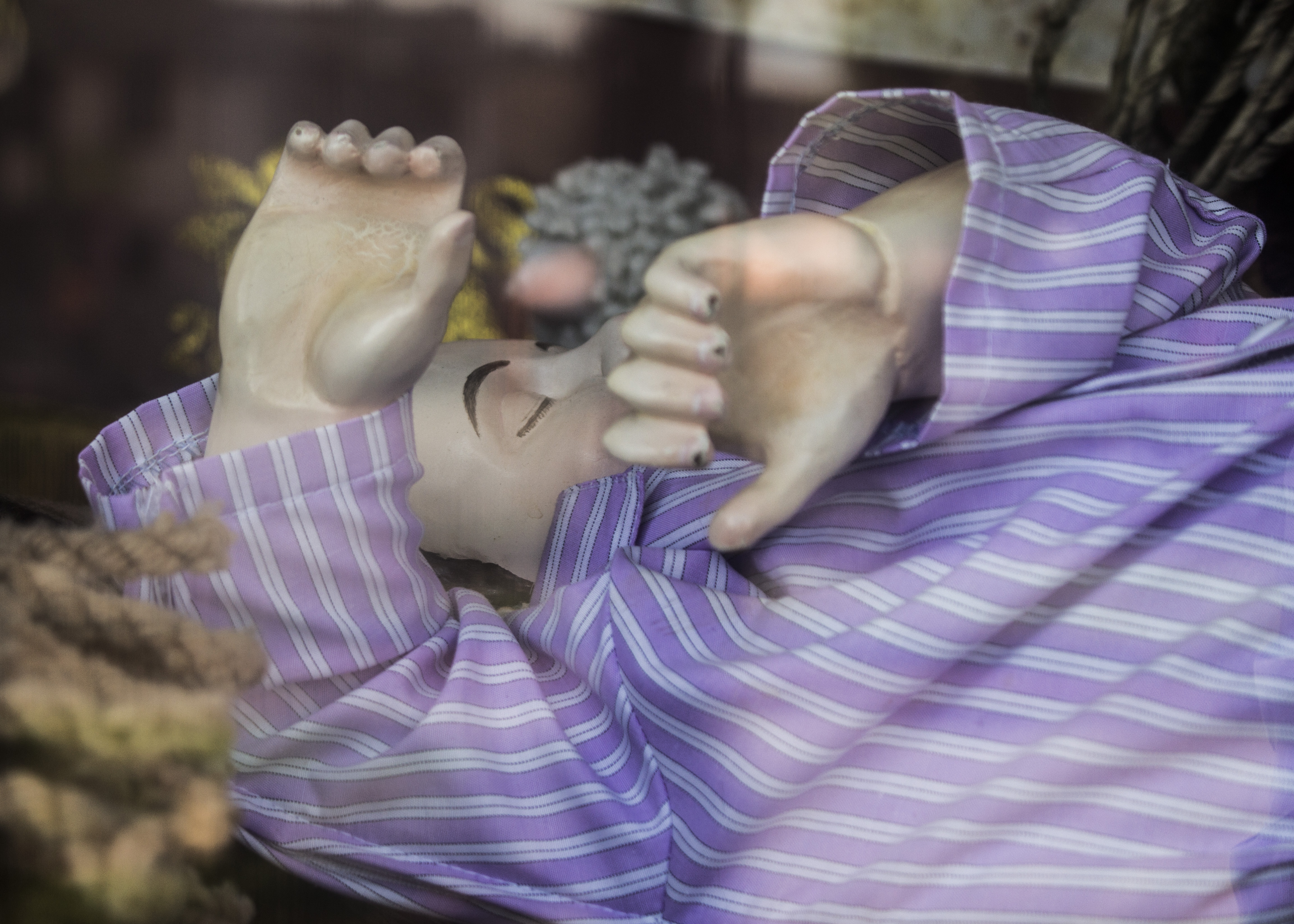
Detalle del altar ubicado al ingreso de la iglesia de Pintag.

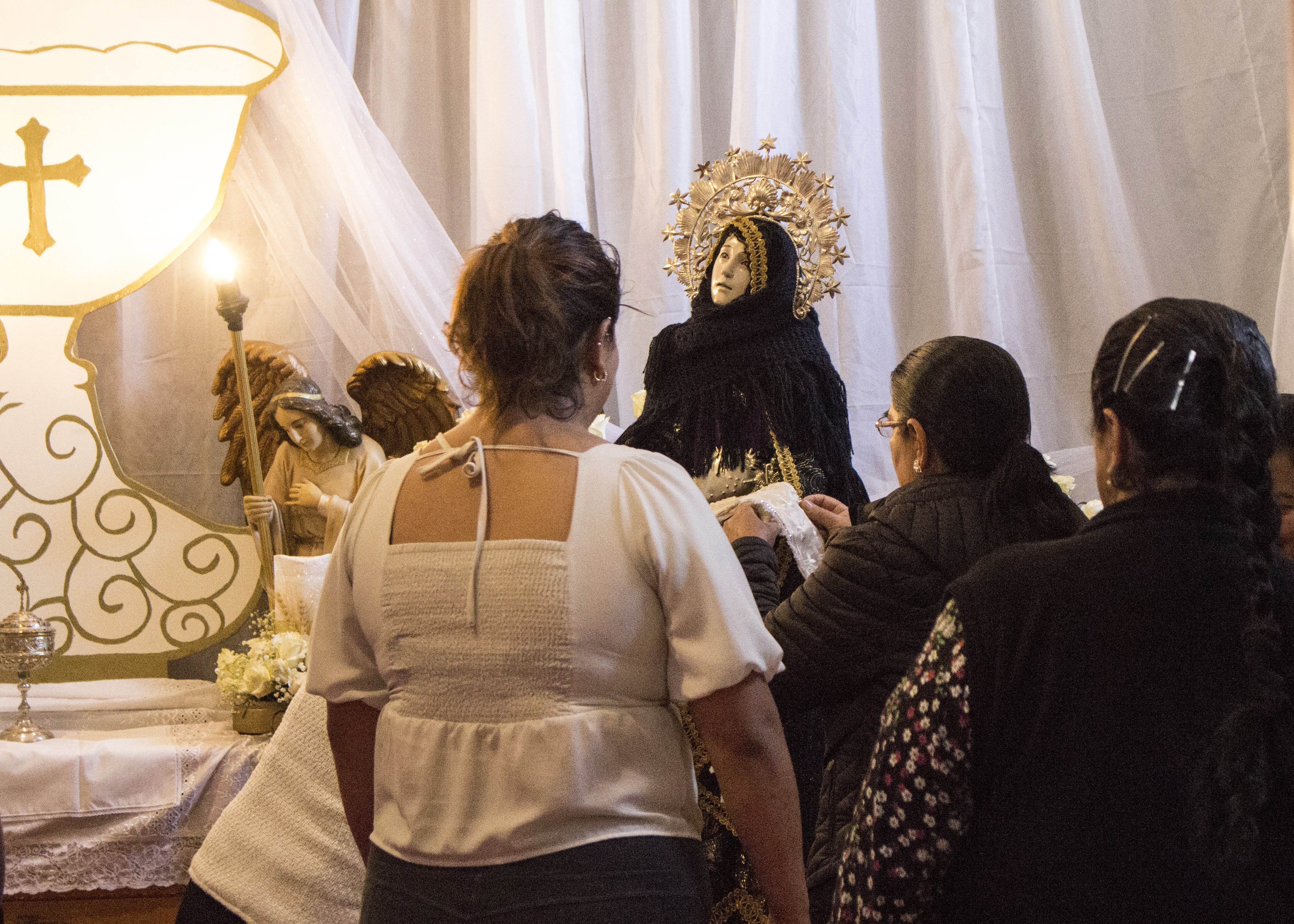
Un grupo de mujeres preparan la imagen representativa de María, durante el sábado santo de 2024.

La parroquia limita al norte con Pifo, La Merced, Tumbaco y Alangasí; al este con la provincia de Napo, al oeste con Rumiñahui y al sur con Mejía. Fue fundada en 1861 y lleva el nombre del General Píntag quien hizo frente a la invasión Inca y, con cuya piel una vez vencido, Huayna Cápac ordenó fabricar un tambor para celebrar el Inti Raimy.